# Ембзен
Ембзен (њем. Embsen) општина је у њемачкој савезној држави Доња Саксонија. Једно је од 43 општинска средишта округа Линебург. Према процјени из 2010. у општини је живјело 2.726 становника. Посједује регионалну шифру (AGS) 3355016.

## Географски и демографски подаци
Ембзен се налази у савезној држави Доња Саксонија у округу Линебург. Општина се налази на надморској висини од 44 метра. Површина општине износи 22,7 km². У самом мјесту је, према процјени из 2010. године, живјело 2.726 становника. Просјечна густина становништва износи 120 становника/km².